# Demetrio Beriain Azqueta
Demetrio Beriain Azqueta (Navarra, 1911 - Baiona, 27 d'abril del 1981) va ser un dels anarquistes més notables del Prat de Llobregat. De petit, quan tenia 6 anys va quedar orfe de pare i mare i va traslladar-se a el Prat de Llobregat, on va treballar a la Paperera, des d'on va començar a relacionar-se amb les idees anarquistes i revolucionàries del moment. Més endavant va ser president del Sindicat d'Oficis Diversos de la Confederació Nacional del Treball (CNT) i al començament de la Guerra Civil Espanyola va presidir el Comitè local de milícies antifeixistes formant part del consell que va substituir l'Ajuntament del Prat i participant en les col·lectivitzacions i en altres activitats anarquistes a Barcelona. L'any 1939 va travessar la frontera, on va ser detingut i traslladat als camps de concentració francesos. Posteriorment es va traslladar amb la seva família a Baiona.